# Nasushiobara
Nasushiobara (japanska: 那須塩原市?, Nasushiobara-shi) är en stad i Tochigi prefektur i Japan. Staden bildades 2005 genom en sammanslagning
av staden Kuroiso och kommunerna Nishinasuno och Shiobara. Det är den nordligaste staden i Kantō-regionen.

## Kommunikationer
Nasushiobara station ligger på Tōhoku Shinkansen-linjen som ger förbindelse med höghastighetståg till Tokyo och Sendai.